# Music Man Stingray
El Music Man Stingray es un bajo eléctrico de la compañía Music Man presentado en 1976.

## Historia
A principios de 1976, expirado ya por completo el contrato que aún lo unía a CBS, Leo Fender presentó bajo su firma CLF Research el primer prototipo de Stingray, que había diseñado para Music Man como una especie de versión mejorada y más moderna de su clásico Precision Bass. El nuevo instrumento utilizaba materiales tradicionales y presentaba un diseño externo que no se alejaba demasiado del patrón de su Precision, pero ofrecía un sonido absolutamente característico e innovador, más agresivo y potente que el de aquel, lo que le convertía en un instrumento muy adecuado para las nuevas corrientes musicales, especialmente para los ejecutantes de la técnica de slap. El Stingray debía su particular sonido por una parte al hecho de ser el primer instrumento fabricado en serie que incorporaba un previo activo con ecualización a dos bandas, y por la otra al enorme puente que incorporaba, que ayudaba a incrementar el sustain natural del instrumento.
El nuevo Stingray presentaba otras interesantes novedades, entre ellas el diseño de la pala del clavijero que sustituía la clásica disposición en línea de las clavijas por una configuración 3+1. Forrest White fue el responsable de este diseño que ayudaba teóricamente a eliminar los dead spots del diapasón, pero el resto se lo debemos a Leo Fender, quien contó con la importante ayuda de Tom Walker para el diseño del previo.
La versión definitiva del Stingray se presentó en agosto de 1976, pocos meses después que el modelo de guitarra Stingray 1 y resultó un inmediato éxito de ventas.

## Características técnicas y versiones
- A excepción del previo, el puente y las pastillas, las características técnicas del Stingray eran muy similares a las del Precision Bass. Los primeros ejemplares permitían la encordatura a través del cuerpo e incorporaban apagadores para las cuerdas en el puente, pero ambas características fueron eliminadas en modelos posteriores (a excepción del modelo 30th Anniversary).

- Cuando Ernie Ball adquirió Music Man en 1984, Sterling Ball, Dan Norton, y Dudley Gimpel introdujeron una serie de leves mejoras al instrumento (4 tornillos de unión al mástil,[6] rediseño del previo, etc.) que fue rebautizado como Ernie Ball Music Man Stingray.

- En 1987, Ernie Ball Music Man presentó la versión de cinco cuerdas del modelo, que incorporaba un switch de tres posiciones y un novedoso sistema de ajuste del alma que impedía la corrosión y facilitaba su corrección.

- En 2003 se presentó una versión económica del Stingray, bautizada como SUB. El modelo, fabricado en Estados Unidos ofrecía un acabado mate-texturado y golpeadores diamond plate, pero su producción fue interrumpida en 2007 por el continuo aumento de los costes de fabricación.

- En 2005 se presentaron dos versiones de dos pastillas del instrumento, denominadas Stingray HH y Stingray HS. Aunque ya en 1978 Music Man había presentado la versión de dos pastillas del Stingray (conocida como Sabre), en esta ocasión se incorporaba un selector de cinco vías que incrementable notoriamente la paleta de sonidos del instrumento. A finales del mismo año se presentaron las versiones HH y HS en cinco cuerdas.

- Recientemente Ernie Ball Music Man ha licenciado a la firma OLP la fabricación de copias económicas de sus instrumentos. Estos instrumentos, fabricados en China y otros países asiáticos, se dirigen al mercado de gama baja y medio-baja, sustituyendo así la línea SUB de la compañía.

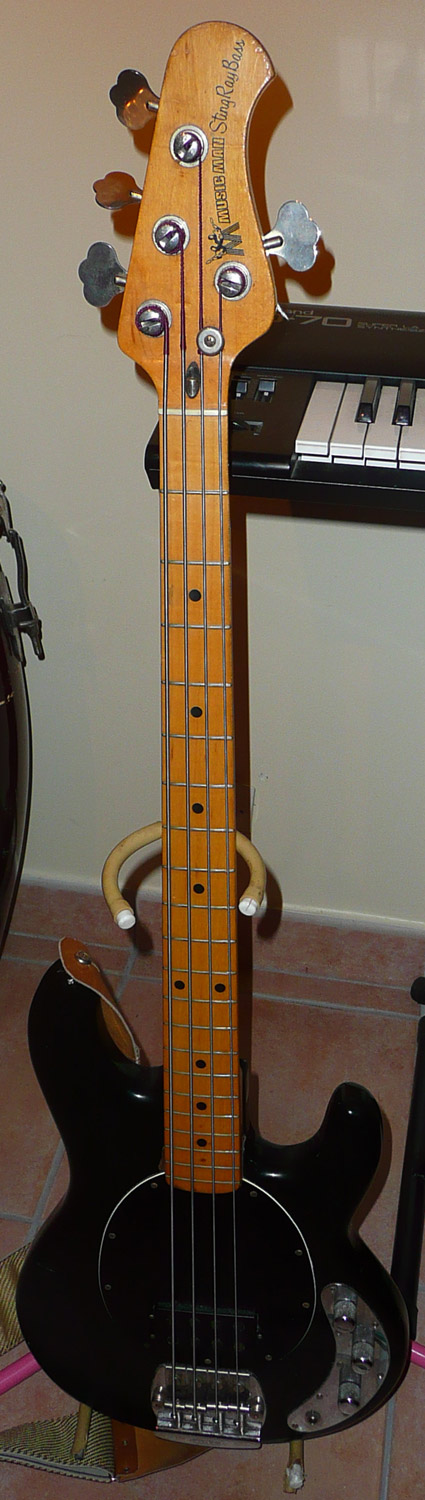
StingRay del '79.

## Usuarios del Stingray

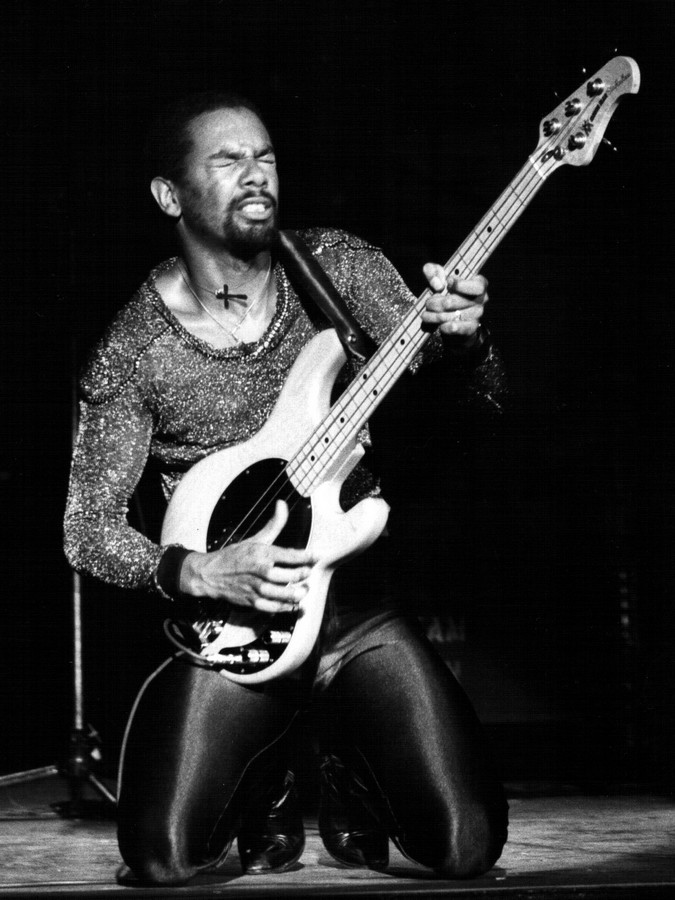
El bajista Louis Johnson en París, Francia

Entre la enorme cantidad de bajistas que usan o han usado el Music Man Stingray, podemos citar a Louis Johnson de The Brothers Johnson, Tony Levin, Cliff Williams de AC/DC, Mark Hoppus de blink-182 Flea de Red Hot Chili Peppers, Paul Denman de Sade, Bernard Edwards de Chic, John Deacon de Queen, Pedro Aznar, Tim Commerford de Rage Against the Machine, Simon Gallup de The Cure, Robert Trujillo de Metallica, Dougie Poynter de McFly. John Myung de Dream Theater, Johnny Christ de Avenged Sevenfold Max Green exbajista de escape the fate, David Farrell de Linkin Park, Brad Walst de Three Days Grace, Felipe Ilabaca de Chancho en Piedra, Javo Porter de Goutucucha, Chi Cheng de Deftones, etc

## Valoración
Junto al Precision Bass, el Jazz Bass, la Stratocaster y la Telecaster, el Stingray bass es una de las creaciones de mayor éxito de Leo Fender, quien supo aprovechar el espíritu de los tiempos dando a los músicos de las nuevas generaciones un instrumento que respondía a sus nuevas necesidades.  El sonido del Stingray, agresivo y afilado, resultó perfecto para las nuevas exigencias de géneros tan distintos como el funk y el rock y en manos de pioneros como Louis Johnson, Tony Levin o Bernard Edwards contribuyó a articular y definir el sonido de una nueva época. En un momento en que Alembic, Modulus y otras compañías pioneras estaban investigando en la creación de superinstrumentos HI-FI de alta tecnología y elevadísimo precio, el propio Leo Fender que había revolucionado la historia de la música con la creación de su Precision bass 25 años antes, se sumaba a esta segunda revolución interna con un instrumento que, en su diseño, recogía la larga herencia de Fender a la vez que incorporaba las últimas tendencias tecnológicas.
Por su historia, sus innovaciones, su diseño, y por la enorme influencia que ha ejercido, el Music Man Stingray se merece, junto al Precision Bass y el Jazz Bass de Fender, un puesto de honor en la historia del bajo eléctrico.